# Eulophia rugulosa
Eulophia rugulosa là một loài thực vật có hoa trong họ Lan. Loài này được Summerh. mô tả khoa học đầu tiên năm 1958.